# شون سبيرز
شون سبيرز (بالإنجليزية: Shaun Spiers)‏ (و. 1962 – م) هو سياسي من المملكة المتحدة . ولد في عدن .وهو عضواً في حزب العمال .

## مناصب
تولى منصب عضو البرلمان الأوروبي .

## التعليم
تعلم في كلية سانت جون، أوكسفورد، وكلية كينجز لندن